# Чайна Дейли
„Чайна Дейли“ (на английски: China Daily, на традиционен китайски: 中國日報, на опростен китайски: 中国日报, на пинин: Zhōngguó Rìbào) е китайски ежедневник с обществено-политическа насоченост, издаван на английски език от компанията „Чайна Дейли Груп“.

## История
„Чайна Дейли“ е основан през юни 1981 г. и в момента е най-големият вестник на английски език, издаван в Китай (над 500 000 бройки, част от тях в чужбина). Главният офис е разположен в Пекин, в район Чаоян. Офиси има във всички големи китайски градове, а също в Ню Йорк и Лондон. Специални тиражи на вестника излизат в САЩ, Хонконг и Европа.